# Географска информационна система
Географска информационна система (ГИС) е информационна система за създаване, манипулиране, съхраняване, анализ и визуализация на географски обвързани (пространствени) данни (на английски: Geographic data and information).
Същият акроним може да се използва за специалността ГИС, част от по-широката научна дисциплина геоинформатика. Извън обхвата на ГИС остава инфраструктурата от пространствени данни (на английски: Spatial data infrastructure), която е по-всеобхватна концепция.
ГИС се използват в различни области, като например картографията, управлението на ресурси, регионално и териториално планиране, и най-вече за подпомагане на вземането на информирани решения посредством пространствено моделиране. Създадени са специализирани интерактивни ГИС приложения, позволяващи на потребителя да задава критерии за търсене, да анализира пространствената информация, да редактира данни върху картите и да представя резултатите от тези операции по подходящ начин.
ГИС може да се отнася за различни технологии, процеси и методи. Технологията съпътства много операции и има много приложения в техниката, планирането, управлението, транспорта, застраховането, телекомуникациите, индустрията и във все повече области на човешкия живот. Поради това ГИС и приложенията, свързани с местоположението (на английски: location-based service, LBS), дават възможност за разработка на множество услуги за анализ и визуализация.
ГИС е в състояние да свърже на пръв поглед несвързана информация, като използва локацията като основна променлива за индексиране. Могат да бъдат записани събитията в точки с различни координати и по различно време, което отваря нови пътища за научни изследвания.

## История
През 18 век са разработени модерни техники за изследване с цел правене на топографски карти, заедно с ранни варианти на тематична картография, например научни или статистически данни. Забележителен пример е картата на лекаря Джон Сноу, отразяваща епидемията от холера в Лондон от 1854 г., с чиято помощ е локализиран източникът на епидемията – един заразен кладенец.
Географските информационни системи са се развили от две независими области – цифровата картография и базите данни. Това развитие е тясно свързано с бързото нарастване на изчислителната мощ на компютрите и спада в техните цени, започнало от началото на 1960-те години.

### Цифрова картография
През 1970-те години се развива стремежът за използване на компютрите, които да отменят ръчните картографски дейности, особено по отношение на по-трудоемките задачи, като надписване, оцветяване и др. Развитието на цифровата картография е най-вече следствие от прогреса в областта на компютърния дизайн (CAD – Computer-Aided Design). Тъй като CAD програмите са фокусирани главно в областта на инженерното чертане, много от техните графични техники са възприети и в цифровата картография.
През 60-те години на 20-и век силно нараства потребността от компютърни програми, които могат да извършват операции, свързани с анализа на картите, които са сложни и когато се извършват ръчно изискват много време. Някои от тези стари системи са:
- Системата SYnagraphic MAPping (SYMAP) е разработена през 1967 г. в Компютърната лаборатория на Висшето училище по дизайн към Харвардския университет. Нейните модули имат възможности за анализ на данните и обработка на резултатите за интерпретация на картите. Крайният продукт от модулите на тази система е фокусиран върху резултатите от анализа и не притежава високо картографско качество.
- Системата STOrage and RETrieval (STORET) е разработена през 60-те години на 20 век в Американската здравна служба. Системата стандартизира информацията, събирана от различни организации, свързана с качеството на водата. Сега тази дейност се извършва от Американската агенция по опазване на околната среда.
- Системата Dual Independent Map Encoding (DIME) е използвана през 70-те години на 20 век от Американското бюро за преброяване на населението. Тя е използвана за съставяне на цифрови карти на уличните мрежи и населението. Днес тя е вградена в популярната в САЩ система TIGER (Topologically Integrated Geographic Encoding Referencing).

Важно значение за развитието на ГИС имат и някои ранни разработки в Европа, като тези на шведския преподавател Хагерстранд, който през 1955 г. е изследвал аналитичния потенциал на пространствените данни, чрез отчитане на информация за местоположението и населението, свързана с домакинствата. Скоро след тези първоначални системи се развиват и други, като са използвани различни имена за описание на тяхната технология, като например Automated Mapping/Facilities Management (AM/FM) и Land Information Systems (LIS), които са в обращение. Вследствие от тази тенденция за използване на компютрите в картографията, понастоящем повечето от картите се изработват на компютър, като малка част от създателите на карти са всъщност специалисти-картографи.
Някои от предимствата на компютърно-базираната картография, които пряко влияят върху развитието на ГИС, са:
- По-ниска цена и по-бърза изработка;
- По-голяма гъвкавост на крайния продукт – лесна смяна на мащабите и проекциите, както и лесна преработка на картите, съобразно нуждите на потребителите;
- Възползват се много други потребители на цифрови данни.

Въпреки това има и някои недостатъци на компютърно-базираната картография, които също влияят на развитието на ГИС:
- Малко системи са доказали, че наистина са ценово ефективни;
- Изискват се големи капиталовложения, въпреки че цените на системите спадат;
- Наблюдава се тенденция за производство на карти, които не са необходими или са с лошо качество, което влияе лошо на картографските традиции.

### Връзки с базите данни
С развиване възможностите на цифровата картография са добавени и връзки към бързо разрастващите се технологии на базите данни. Използването на системи за управление на бази данни е особено важно в съвременните концепции на ГИС, тъй като позволява интегриране на пространствени и непространствени данни. Системата за управление на бази данни е съвкупност от софтуер за организиране на информацията във вид на база данни. Тя може да включва модули за въвеждане на данните, проверка, съхранение, извличане, обработка, управление, сигурност и др. Развитието на релационните системи за управление на бази данни (RDBMS) е особено значимо, а системи като Oracle са широко използвани днес.

### Ранни приложения
Първоначалните приложения на ГИС в САЩ и Канада са били предимно ориентирани в областта на земеползването и кадастъра и по-специално в управлението на горското стопанство, като Канадската ГИС, която влиза в действие през 1969 г. Тя е създадена с цел компютърен анализ на канадския земен фонд. Във Великобритания първите ГИС потребители са се занимавали с преобразуването на хартиените карти в цифров вид. Особено важен за въвеждане широкото използване на ГИС в Обединеното кралство бил докладът на лорд Хорлей за работа с географски данни, изнесен през 1987 г. в Комитета за науки и технологии към Камарата на лордовете.